# Dendrolagus pulcherrimus
Dendrolagus pulcherrimus är en pungdjursart som beskrevs av Tim Flannery 1993. Dendrolagus pulcherrimus ingår i släktet trädkänguruer och familjen kängurudjur. IUCN kategoriserar arten globalt som akut hotad. Inga underarter finns listade.
Pungdjuret förekommer i norra Nya Guinea och vistas där i bergstrakter som är 650 till 1 100 meter höga. Habitatet utgörs av tropisk regnskog.